# Csete László (teológus)
Csete László (Karakószörcsök, 1825. február 14. – Kiskomárom, 1870. november 23.) teológiai doktor, plébános.

## Élete
A római német-magyar kollégiumban tanult 1845–től 1852-ig. Patrizi Konstantin bíboros-püspök szentelte pappá 1848. június 17-én. 1852-től ugodi káplán és később Veszprémben a püspöki líceumban teológiai tanár lett. 1865-től haláláig kiskomáromi plébános volt.

## Munkái
- Garibaldi és társulata, vagy a népboldogítók. Pest, 1865.